# Елінор Баркер
Елінор Баркер (англ. Elinor Barker; нар. 7 вересня 1994, Кардіфф, Велика Британія) — британська велогонщиця, олімпійська чемпіонка 2016 року, срібна призерка Олімпійських ігор 2020 року.

## Виступи на Олімпіадах
| Олімпіада           | Дисципліна                    | Місце |
| ------------------- | ----------------------------- | ----- |
| Ріо-де-Жанейро 2016 | командна гонка переслідування | 1     |
| Токіо 2020          | командна гонка переслідування | 2     |